# Hitzone 9
TMF Hitzone 9 is een verzamelalbum. Het album, onderdeel van de serie Hitzone, werd op 11 februari 2000 uitgegeven door de Nederlandse muziekzender TMF. TMF Hitzone 9 belandde op de 1e plaats in de Verzamelalbum Top 30 en wist deze positie zeven weken te behouden.

## Nummers
| Nr. | Titel                                       | Uitvoerend artiest       | Duur |
| --- | ------------------------------------------- | ------------------------ | ---- |
| 1.  | Drop It                                     | Scoop                    | 3:43 |
| 2.  | Born to Make You Happy                      | Britney Spears           | 3:35 |
| 3.  | Onderweg                                    | Abel                     | 3:08 |
| 4.  | Sitting Down Here                           | Lene Marlin              | 3:54 |
| 5.  | All I Really Want                           | Kim Lukas                | 3:59 |
| 6.  | De bom                                      | Postmen m.m.v. Def Rhymz | 3:57 |
| 7.  | Back in My Life                             | Alice Deejay             | 3:30 |
| 8.  | Genie in a Bottle                           | Christina Aguilera       | 3:38 |
| 9.  | Doekoe                                      | Def Rhymz                | 3:50 |
| 10. | Man! I Feel Like a Woman!                   | Shania Twain             | 3:54 |
| 11. | Dear Jessie                                 | Rollergirl               | 4:02 |
| 12. | Move Your Body                              | Eiffel 65                | 3:31 |
| 13. | When You Say Nothing at All                 | Ronan Keating            | 4:16 |
| 14. | Kiss (When the Sun Don't Shine)             | Vengaboys                | 3:32 |
| 15. | Tears Never Dry                             | Stephen Simmonds         | 3:59 |
| 16. | If I Could Turn Back the Hands of Time      | R. Kelly                 | 4:57 |
| 17. | Flying Without Wings                        | Westlife                 | 3:35 |
| 18. | Gimme! Gimme! Gimme! (A Man After Midnight) | ABBA*Teens               | 3:45 |
| 19. | Keep On Movin'                              | 5ive                     | 3:18 |
| 20. | Blijf bij mij                               | Volumia!                 | 3:30 |